# Sergio Abrevaya
Sergio Abrevaya (Buenos Aires, 7 de noviembre de 1963) es un abogado y político argentino actualmente Preside el Partido GEN y ha sido legislador en la Legislatura de la Ciudad Autónoma de Buenos Aires.

## Vida y Carrera Política
Sergio Abrevaya nació en la Ciudad Autónoma de Buenos Aires el 7 de noviembre de 1963. 
Es abogado, egresado de la UBA  y mediador en ejercicio desde 1996. Fue creador y coordinador de los programas de "Mediación Comunitaria" y "Escolar" de la Ciudad de Buenos Aires, y Director Nacional de Mediación. Autor de numerosas publicaciones y del libro “Mediación prejudicial”; coautor de “Facilitación en Políticas Públicas” y “Diálogos Apreciativos: el Socio construccionismo en acción”. Formó parte como mediador del equipo interdisciplinario de la Comisión Nacional de Identidad para casos de Hijos de Desaparecidos (CONADI) entre 2002 y 2008. y Ejerció la docencia en varios países y en nuestor país sobre mediación, facilitación y negociación.
En 1997 fue convocado por Enrique Olivera, Vicejefe de Gobierno de CABA,  para trabajar en la nueva descentralización de Buenos Aires. Fue director del primer CGP de Barrio Norte, actualmente la comuna 2.
Fue elegido diputado de la Ciudad Autónoma de Buenos Aires entre los años 2007 y 2011; en aquellos años se aprobaron más de 50 leyes de su autoría, entre las que se encuentran la Ley de Garantías Bancarias de Alquiler, la Ley de Administración de Consorcios y la Ley de Celiaquía, ley de incentivo energía solar, entre otras. Fue Vicepresidente 2º de la Legislatura.
Desde enero de 2012 a febrero de 2016, se desempeñó como Presidente del Consejo Económico y Social de la Ciudad de Buenos Aires. En su presidencia la Educación, Industria, Vivienda, Venta Ilegal, Profesionales, Marca Ciudad, Tránsito y Transporte y muchas otras más fueron las temáticas abordadas por el Consejo y que produjeron 21 informes técnicos sobre temas vitales para los porteños. 
En diciembre de 2017 asumió su actual mandato en la Legislatura porteña y, en lo que lleva su gestión, ha presentado proyectos para quitar los IIBB de las facturas de gas, electricidad y agua; poner topes a las tasas de créditos del Banco Ciudad; que el Banco Ciudad subsidie parte de las tasas de los créditos hipotecarios UVA; y otros que se convirtieron en ley como la Ley de establecimientos gastronómicos con menú apto celíaco, Ley para la prohibición y cirugías estéticas en animales, Ley de cajón de estacionamiento en garajes privados, Ley de VTV especial para autos clásicos, entre otras.
Compone las comisiones de Asuntos Constitucionales; Defensa De Consumidores Y Usuarios; Justicia; Presupuesto, Hacienda, Administración Financiera Y Política Tributaria y es vicepresidente primero de la Tránsito Y Transporte.
Tiene una competencia bilingüe en el idioma inglés.

## Historial electoral

### 2007
En las Elecciones de la Ciudad Autónoma de Buenos Aires de 2007 se postuló con la Coalición Cívica para el puesto de legislador. La lista obtuvo 148.899 votos, un 8,59% siendo uno de los dos legisladores electos de la lista.
Fue electo Presidente de la Union de Mediadores Prejudiciales de la Argentina por dos períodos consecutivos.

### 2017
En las Elecciones de la Ciudad Autónoma de Buenos Aires de 2017 se postuló como candidato a Legislador en el puesto número uno de la lista de Avancemos Hacia 1País Mejor.La coalición obtuvo 90.347 votos, el 4,70% de los votos siendo Abrevaya nuevamente elegido como Legislador. 

## Cargos ocupados
- Legislador de la Ciudad Autónoma de Buenos Aires (10 de diciembre de 2007- 10 de diciembre de 2011; 12 de diciembre de 2017-2021)
- Presidente del Consejo Económico y Social de la Ciudad de Buenos Aires (enero de 2012- febrero de 2016)
- Mediador Comisión Nacional de Identidad ( CONADI ) (julio de 2003 – diciembre de 2007)
- Director Nacional de Métodos Participativos de Justicia del Ministerio de Justicia de la Nación (julio de 2000 – enero de 2002)
- Director general Centro de Gestión y Participación 2 Norte (agosto de 1997 – julo de 2000)
- Coordinador General del Programa de Mediación Comunitaria, Escolar y Facilitacion (septiembre de 1996 – julio de 2000)

## Publicaciones
- "Mediacion Prejudicial"; Libreria Histórica Emilio perrot, 9 de abril de 2008
- “Diálogos Apreciativos: el Socioconstruccionismo en acción” Ed. Dykinson. España, 8 de agosto de 2007
- "Facilitacion en Politicas Publicas: Una experiencia Interhospitalaria", Libreria Histórica "Emilio Perrot", 12 de agosto de 2005